# База субмарин в Лорьяне
База субмарин в Лорьяне или База субмарин Кероман — комплекс бункеров для подводных лодок времен Второй Мировой войны, расположенных на оконечности полуострова Кероман в порту Лорьян (Бретань, Франция) с выходом в Бискайский залив. Назначение базы — ремонт и снабжение подводных лодок Кригсмарине, которые вели патрулирование в водах Атлантики, пуская на дно суда снабжения и военные корабли Великобритании и её союзников. Железобетонные бункеры базы были способны укрыть от бомбардировок тридцать подводных лодок одновременно. Хотя Лорьян и был сильно поврежден в результате союзнических бомбардировок, эта военно-морская база функционировала до конца войны.
В настоящее время  база подводных лодок Кероман открыта для публики, имея статус музея. Крыша бункера К3 имеет толщину от 3,4 до 7,0 метров железобетона. Во время экскурсии в этом бункере можно увидеть подводную лодку.

## История

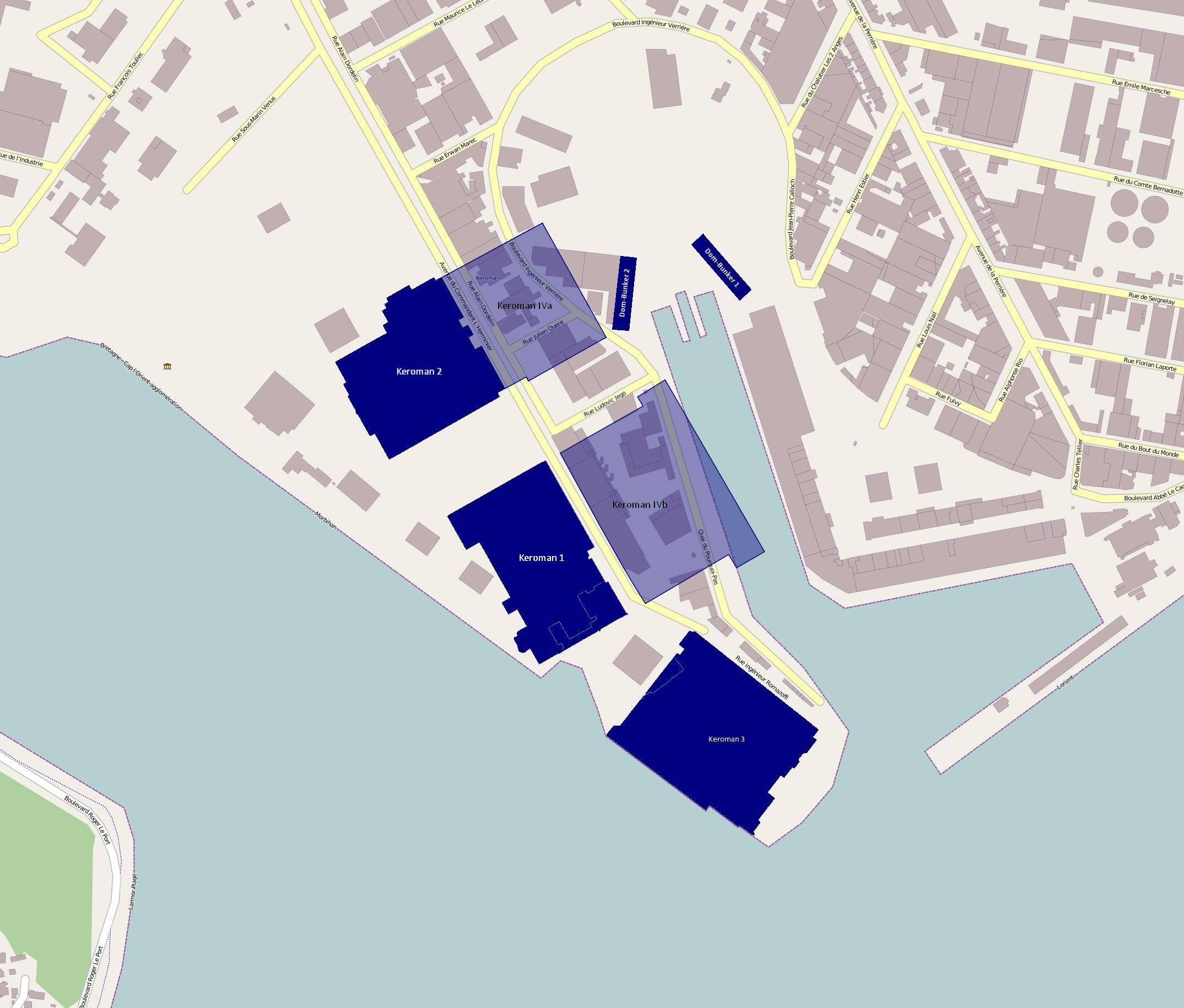
Расположение бункеров Кероман III, I, II (снизу вверх), планируемого Кероман IV (прозрачным) и двух Dom-бункеров

Портовый Лорьян сдался солдатам вермахта 21 июня 1940 года и вскоре превратился в важнейшую базу подводных лодок Кригсмарине; здесь разместились две флотилии: 2-я флотилия «Зальцведель» и 10-я.
В 1941 году Организацией Тодта начались работы по созданию бункера «Кероман I», на строительстве которого было занято свыше 15 000 рабочих.
Последняя подводная лодка U-155 покинула военно-морскую базу 5 сентября 1944 года, а лодки U-123 и U-129, получившие серьезные повреждения, были брошены. Порт-крепость сдался американским войскам 10 мая 1945 года, через два  дня после победы в Европе.
С 1946 года база носит имя инженера Жака Стосскопфа, немецкоязычного француза из Эльзаса, который был заместителем директора военно-морского строительства для немцев на базе в Лорьяне. Жак Стосскопф испытывал на себе ненависть французских жителей и рабочих базы Лорьяна, которые считали его коллаборационистом. Но на самом деле он тайно состоял во французском сопротивлении и передавал ценную информацию союзникам о подводных лодках, выходящих из Лорьяна. Подпольная деятельность Жака Стосскопфа была раскрыта местным отделением гестапо, где его долго пытали и расстреляли в сентябре 1944 года.
Бункер на базе в Лорьяне использовался французскими субмаринами как защищённая ремонтная база до 1997 года.